# كأس السوبر الإفريقي 2009
كأس السوبر الأفريقي 2009 هي النسخة السابعة عشر من منافسة كأس السوبر الأفريقي، وهي مباراة سنوية تجمع بين الفائز بدوري أبطال أفريقيا والفائز بكأس الاتحاد الكونفدرالي الأفريقي لكرة القدم. أقيمت المباراة بين الأهلي المصري والصفاقسي التونسي. أقيمت المباراة في ستاد القاهرة الدولي بحضور 60 ألف متفرج.

## الفرق
الأهلي الفائز بدوري أبطال أفريقيا
 الصفاقسي الفائز بكأس الكونفدرالية

## النتيجة النهائية
الأهلي (2-1)  الصفاقسي
حكم المباراة: دانيال بينيت (جنوب أفريقيا)

## الفائز بالبطولة
(اللقب الرابع)